# 惠桥水库
惠桥水库是中国陕西省榆林市靖边县境内的一座水库，位于芦河上，建于1972年。水库正常库容为1600万立方米，集雨面积为144平方千米，海拔为1196.8米。